# Mick Lally
Mick Lally est un acteur irlandais né le 10 novembre 1945 à Tourmakeady et décédé le 31 août 2010 à Dublin.

## Filmographie

### Cinéma
- 1978 : Poitín : Garda
- 1981 : Our Boys : un frère
- 1982 : Angel : l'oncle
- 1982 : The Outcasts : Scarf Michael
- 1986 : The Ballroom of Romance : Dano Ryan
- 1986 : Angoisse à Dublin : oncle Lar
- 1989 : Upon My Word
- 1989 : That's All Right
- 1990 : Fools of Fortune : M. Derenzy
- 1993 : Horse : Patrick Barry
- 1994 : Le Secret de Roan Inish : Hugh
- 1994 : A Man of No Importance : père Ignatius Kenny
- 1994 : Misteach Bhaile Átha Cliath : le chauffeur de bus
- 1995 : Le Cercle des amies : Dan Hogan
- 1997 : How to Cheat in Leaving Certificate : l'examinateur en chef
- 2002 : Bitter Autumn, Bright Winter : Papa
- 2004 : The Halo Effect : père McKenzie
- 2004 : Alexandre : le vendeur de chevaux
- 2006 : Middletown : révérend Cray
- 2007 : Bus : le grand-père
- 2009 : Brendan et le Secret de Kells : Aidan
- 2010 : Passing : Thomas
- 2010 : Snap : le vieil homme
- 2010 : Cairdeas : Michael

### Télévision
- 1979 : Thursday Play Date : Eddie Nolan (1 épisode)
- 1979 : Roma : Benny Brady
- 1980 : Strumpet City (1 épisode)
- 1980-1982 : Bracken : Miley Byrne (9 épisodes)
- 1982 : L'Année des Français : frère Murphy (3 épisodes)
- 1983-2000 : Glenroe : Miley Byrne (18 épisodes)
- 1983 : The Irish R.M. : Jer Keohane (1 épisode)
- 1984 : A Painful Case : James Duffy
- 1994 : Scarlett : l'entraîneur de chevaux (1 épisode)
- 2001 : Ballykissangel : Louis Dargan (8 épisodes)